# 元オリンピック・パラリンピック選手の日本の国会議員の一覧
元オリンピック・パラリンピック選手の日本の国会議員の一覧（もとオリンピック・パラリンピックせんしゅのにほんのこっかいぎいんのいちらん）では、元オリンピック選手・パラリンピック選手の日本の国会議員を一覧する。
出場順に記載。太字は現職。

## オリンピック選手
- 岡崎勝男（衆）
1924年パリオリンピック、陸上競技（長距離走）。
- 八田一朗（参）
1932年ロサンゼルスオリンピック、レスリング。
- 阪上安太郎（衆）
1932年ロサンゼルスオリンピック、水球。
1936年ベルリンオリンピック、水球。
- 田名部匡省（衆→参）
1960年スコーバレーオリンピック、アイスホッケー。
1964年インスブルックオリンピック、アイスホッケー。
- 小野清子（参）
1960年ローマオリンピック、体操競技。
1964年東京オリンピック、体操競技。
- 釜本邦茂（参）
1964年東京オリンピック、サッカー。
1968年メキシコシティーオリンピック、サッカー。
- 麻生太郎（衆）
1976年モントリオールオリンピック、射撃。
- 鈴木大地（参）
1984年ロサンゼルスオリンピック、競泳。
1988年ソウルオリンピック、競泳。
- 馳浩（参→衆）
1984年ロサンゼルスオリンピック、レスリング。
- 橋本聖子（参）
1984年サラエボオリンピック、スピードスケート。
1988年カルガリーオリンピック、スピードスケート。
1988年ソウルオリンピック、自転車競技。
1992年アルベールビルオリンピック、スピードスケート。
1992年バルセロナオリンピック、自転車競技。
1994年リレハンメルオリンピック、スピードスケート。
1996年アトランタオリンピック、自転車競技。
- 松野明美（参）
1988年ソウルオリンピック、陸上競技。
- 荻原健司（参）
1992年アルベールビルオリンピック、ノルディック複合。
1994年リレハンメルオリンピック、ノルディック複合。
1998年長野オリンピック、ノルディック複合。
2002年ソルトレークシティオリンピック、ノルディック複合。
- 谷亮子（田村亮子）（参）
1992年バルセロナオリンピック、柔道。
1996年アトランタオリンピック、柔道。
2000年シドニーオリンピック、柔道。
2004年アテネオリンピック、柔道。
2008年北京オリンピック、柔道。
- 堀井学（衆）
1994年リレハンメルオリンピック、スピードスケート。
1998年長野オリンピック、スピードスケート。
2002年ソルトレークシティオリンピック、スピードスケート。
- 朝日健太郎（参）
2008年北京オリンピック、ビーチバレー。
2012年ロンドンオリンピック、ビーチバレー。

## パラリンピック選手
- 横澤高徳（参）
2010年バンクーバーパラリンピック、アルペンスキー。